# Asta Vorsteher
Asta Vorsteher (geb. Dornquast) (* 5. Oktober 1921 in Groß Küdde, Landkreis Neustettin; † 1. April 2006 in Glücksburg) war eine deutsche Weberin und Malerin.

## Leben

### Familie und Werdegang
Asta Vorsteher war die Tochter des Kaufmanns Willi Dornquast und dessen Ehefrau Else (geb. Staacks). Sie hatte zwar den Wunsch nach einer künstlerischen Ausbildung, ergriff dann aber den Beruf einer Bildweberin, weil dies eine finanzielle Absicherung besser zu ermöglichen schien. Von 1939 bis 1942 besuchte sie die 1923 gegründete Meisterschule des Deutschen Handwerks in Stettin in der Handweberei von Else Mögelin, deren Assistentin sie 1943 wurde. Asta Vorsteher war mit der Weberin Brigitte Marcks befreundet, deren Vater Gerhard Marcks sie 1943 kennenlernte und der ihr Bildnis modellierte; durch diesen wurde ihre künstlerische Haltung stark geprägt. Bis 1945 war sie kriegsdienstverpflichtet und zog nach Ende des Zweiten Weltkriegs nach Hamburg, wo sie 1946 heiratete; gemeinsam mit ihrem Ehemann hatte sie zwei Kinder. 1946 wurde sie von Else Mögelin als Assistentin an die Landeskunstschule (heute Hochschule für bildende Künste Hamburg) geholt und legte dort 1948 ihre Meisterprüfung in Bildweberei ab. 1946 wandte sie sich stärker der Malerei zu, weil sie in der Bildweberei keine vergleichbaren Ausdrucksmöglichkeiten gefunden hatte. Unterrichtet wurde sie von Arno Reins (1921–1985) in Bonn, von dem Kieler Maler Dago Kleemann (1921–2012) sowie von der Pariser Malerin Lucie Rivel (1910–1991). Durch die Berufstätigkeit ihres Ehemannes war sie von 1948 bis 1958 in Wuppertal, von 1958 bis 1960 in Bonn, 1965 in den USA und von 1966 bis 1975 erneut in Bonn ansässig. Seit 1975 lebte sie in Glücksburg.

### Künstlerisches Wirken
Die Bilder von Asta Vorsteher waren stimmungshafte und atmosphärische Landschaften, Figurenbilder und Kompositionen. Sie besaßen eine vereinfachende Formensprache und regten zu einer meditativen Betrachtung an. Ihre bevorzugten Techniken waren zumeist Öl auf Sand, Kreide und Aquarell.

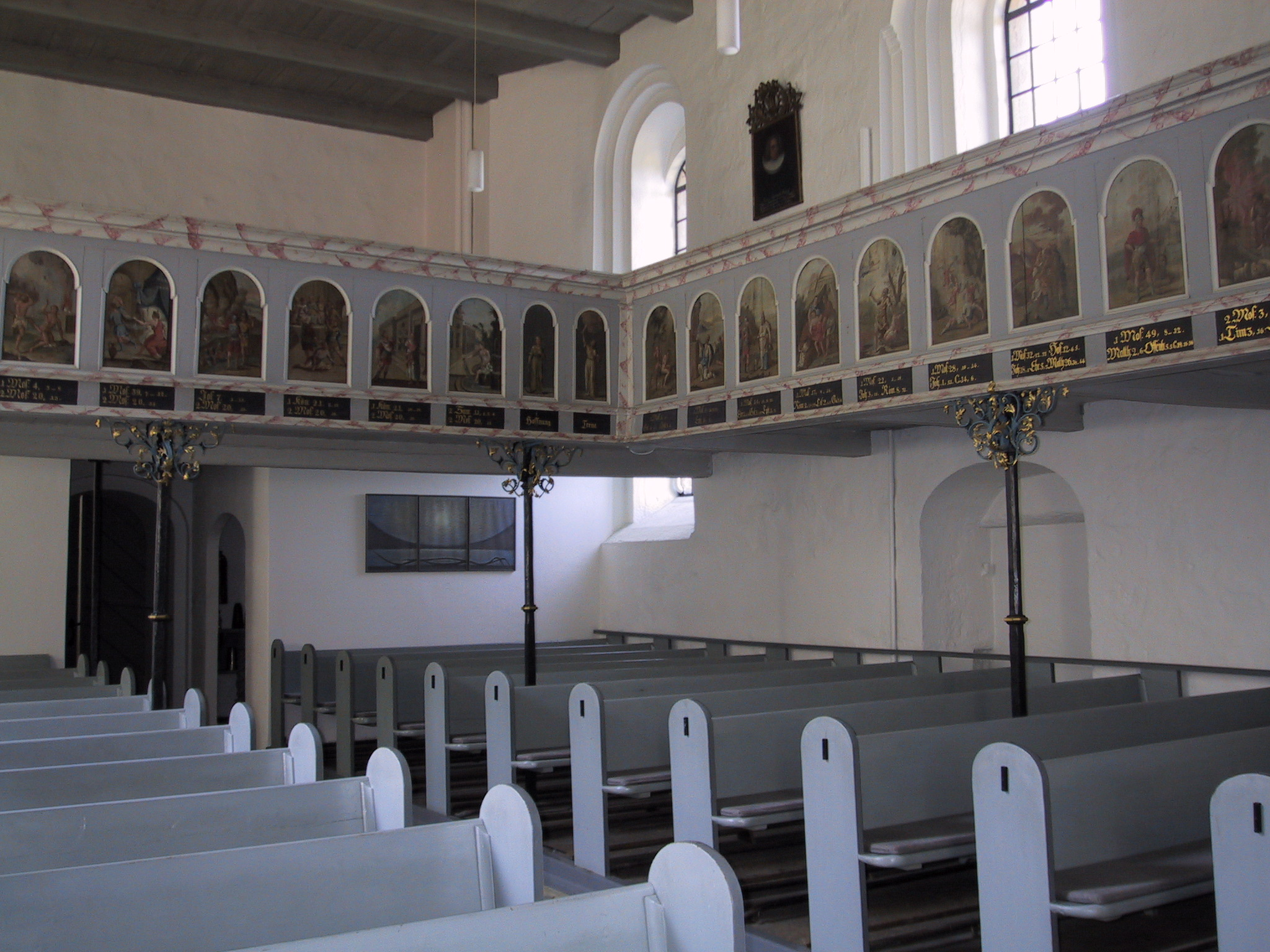
Marienkirche in Grundhof. Die Bilderbibel des Malers Ludwig Müller und das Triptychon der Künstlerin Asta Vorsteher

## Ausstellungen
Asta Vorsteher nahm seit 1969 unter anderem an Einzel- und Gruppenausstellungen in Bonn, Nieblum, Rheinbach, Schleswig, Sankelmark und weitere teil.

## Mitgliedschaften
Von 1971 bis 1988 war Asta Vorsteher Mitglied im Künstlerinnenverein GEDOK.

## Werke (Auswahl)
Der Wandbehang Blütenbäume (1948) sowie das Triptychon Die Bedrohung (1991) in Pastell von Asta Vorsteher befinden sich im Städtischen Museum in Flensburg; dort befindet sich auch ihr Bildnis von Gerhard Marcks. Weitere Werke von ihr sind im Akademiezentrum Sankelmark und im Kreishaus Schleswig. Das Triptychon Sein – Werden – Vergehen befindet sich seit 1999 in der Marienkirche in Grundhof.